# Saskatoon Stonebridge (circonscription saskatchewanaise)
Pour les articles homonymes, voir Saskatoon (homonymie) et Stonebridge.
Circonscription électorale provinciale du Canada
Saskatoon Stonebridge est une circonscription provinciale de la Saskatchewan représentée à l'Assemblée législative de la Saskatchewan depuis 2024.

## Géographie
En 2024, la circonscription représente une partie sud de la ville de Saskatoon incluant le quartier de Stonebridge (en).

## Liste des députés
| Législature | Années | Député | Député | Parti |
| Saskatoon Stonebridge Circonscription issue de Saskatoon Stonebridge-Dakota, Saskatoon Eastview et Saskatoon Nutana | Saskatoon Stonebridge Circonscription issue de Saskatoon Stonebridge-Dakota, Saskatoon Eastview et Saskatoon Nutana | Saskatoon Stonebridge Circonscription issue de Saskatoon Stonebridge-Dakota, Saskatoon Eastview et Saskatoon Nutana | Saskatoon Stonebridge Circonscription issue de Saskatoon Stonebridge-Dakota, Saskatoon Eastview et Saskatoon Nutana | Saskatoon Stonebridge Circonscription issue de Saskatoon Stonebridge-Dakota, Saskatoon Eastview et Saskatoon Nutana |
| --- | --- | --- | --- | --- |
| 30e | 2024–en cours | | Darcy Warrington (en)                                                                                               | Néo-démocrate |